# Jesús Moncho
Jesús Moncho, nom literari de Jesús Carles Moncho Pascual. Natural de Gata de Gorgos (15-5-1948), la Marina Alta, als deu anys partí cap a València a cursar estudis, i en els 60 participà en el moviment estudiantil en pro de les llibertats i la fi del franquisme. Llicenciat en Filosofia i Lletres, ha exercit de professor de Llatí, per, finalment, radicar-se a l'Alacantí. Autor de narrativa, ha estat guardonat amb diversos premis literaris al llarg de la seua producció novel·lística, entre d'altres, el Premi Ciutat de València per la novel·la «La pols i el desig» sobre el món dels roders, o el Vila de Benissa amb «Port de l'est», una relació amorosa impossible amb el rerefons de l'auge i caiguda del comerç de la pansa que lligava la Marina Alta a la resta del món; o, de nou, el Premi literari Ciutat de València amb “La Taverna del Negre”, on se'ns narra les aventures d'un vaixell negrer, eixit de La Vila, en la Carrera i comerç d'Amèrica que venia desplegant-se, amb l'intercanvi dels productes de les indústries d'Alcoi per productes tropicals com el sucre, el cacau…, origen de la fabricació xocolatera de La Vila. Es capbussa també en l'assaig, sobretot en temes de l'actualitat socioturística que afecten la marxa de la nostra societat i el manteniment dels nostres valors territorials, com ara «La ciutat turística de hui», o «Els meus orígens: una senda d'emocions». Ha estat coautor, amb Gràcia Jiménez, de les sèries periodístiques “Emprenedors» i «En el camí» (Diari Información), igual com dels programes de ràdio «L'almàssera» i «El món per un forat» (Ràdio Sant Vicent).

## Algunes publicacions
- Neró emperador (1998)
- Contes del Migjorn (1999)
- La llar de seda (1999)
- Toquen hores (1999)
- Revenja[6] (2000)
- Au, va!…, Vicent (2000)
- La pols i el desig[7] (2001)
- Gran Bulevard (2005)
- Marinas-Postiguet-Horadada (San Vicente del Raspeig, 2005)
- Port de l'est (2006)
- Terratrèmol en la ciudad perdida (2007)
- De… Visca el turisme!, a… Visca internet! 1957-2007. 50 anys d'Història (2008)
- La ciutat turística de hui al País Valencià (El cas de la Marina Alta).  (2008)
- Puerto del este (2008)
- Els meus orígens: una senda d'emocions[8] (2015)
- Nice to meet you (Mira que bé, de topar amb tu)[9][10] (2017)
- La Taverna del Negre (2019)

## Premis
- 9 d'Octubre (San Vicente del Raspeig, 1999)
- Parnàs de Creació Literària (1998)
- Terra de Fang (1999)
- Vila de Teulada (1999)
- Cristòfor Aguado (Picassent, 2000)
- Premi literari Ciutat de València-Constantí Llombart (2000)
- 25 d'abril (Vila de Benissa, 2006)
- Premi literari Ciutat de València-Isabel de Villena[11] (2018)